# Медицинский центр имени Ицхака Рабина

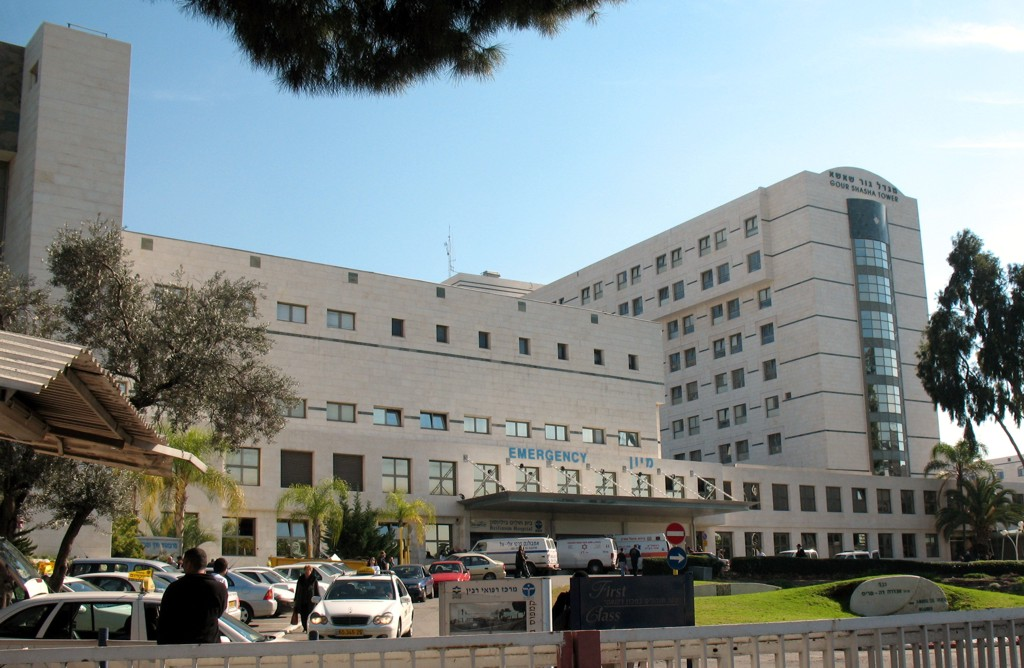
Больница «Бейлинсон»

Медицинский центр имени Ицхака Рабина — одно из крупнейших медицинских учреждений в Израиле. Центр относится к больничной кассе «Клалит». Расположенный в городе Петах-Тиква Медицинский центр им. Ицхака Рабина состоит из двух больниц: «Бейлинсон» и «Голда Ха-Шарон», которые были объединены в единый медицинский комплекс в 1996 году.
В 2006 году в центре работали 4500 квалифицированных сотрудников, среди которых 1000 врачей-специалистов мирового уровня во многих отраслях медицины, около 1800 медицинских сестер. Медицинский центр располагает 37 операционными и 1300 больничными койками.
Ежегодно в больницу обращаются более 800 000 больных как из Израиля, так и из других стран, включая Палестинскую автономию. В Медицинском центре им. Ицхака Рабина ежегодно принимают около 9000 родов, проводят 34000 операций (в том числе более 150 операций по трансплантации сердца, а также 15-20 пересадок искусственного сердца, более 100 пересадок костного мозга, около 50 пересадок легких, 40 трансплантаций печени, 180 пересадок почек и более 3000 операций по трансплантации сетчатки и лечению катаракты). Всего в МЦ им. Рабина проводится около 70 % трансплантаций органов по Израилю. В мае 2014 года в больнице Бейлинсон была проведена 500-я операция по пересадке легких. На госпитализацию в медцентр ежегодно поступает 135000 пациентов, проводится около 5000 катетеризаций сердца, более 2500 процедур ЭКО и лечения бесплодия. Годовой бюджет медицинского центра в 2014 году — более 490 млн долларов.
Медицинский центр им. Ицхака Рабина используется в качестве клинической базы Высшей медицинской школы им. Саклера при Тель-Авивском университете. Некоторые научные исследования выполняются в кооперации с крупными медицинскими учреждениями других стран. 
Медицинский центр им. Ицхака Рабина аккредитован Международной организацией по стандартам медицинской помощи JCI (Joint Commission International) как академический медицинский центр.

## Больница «Бейлинсон»

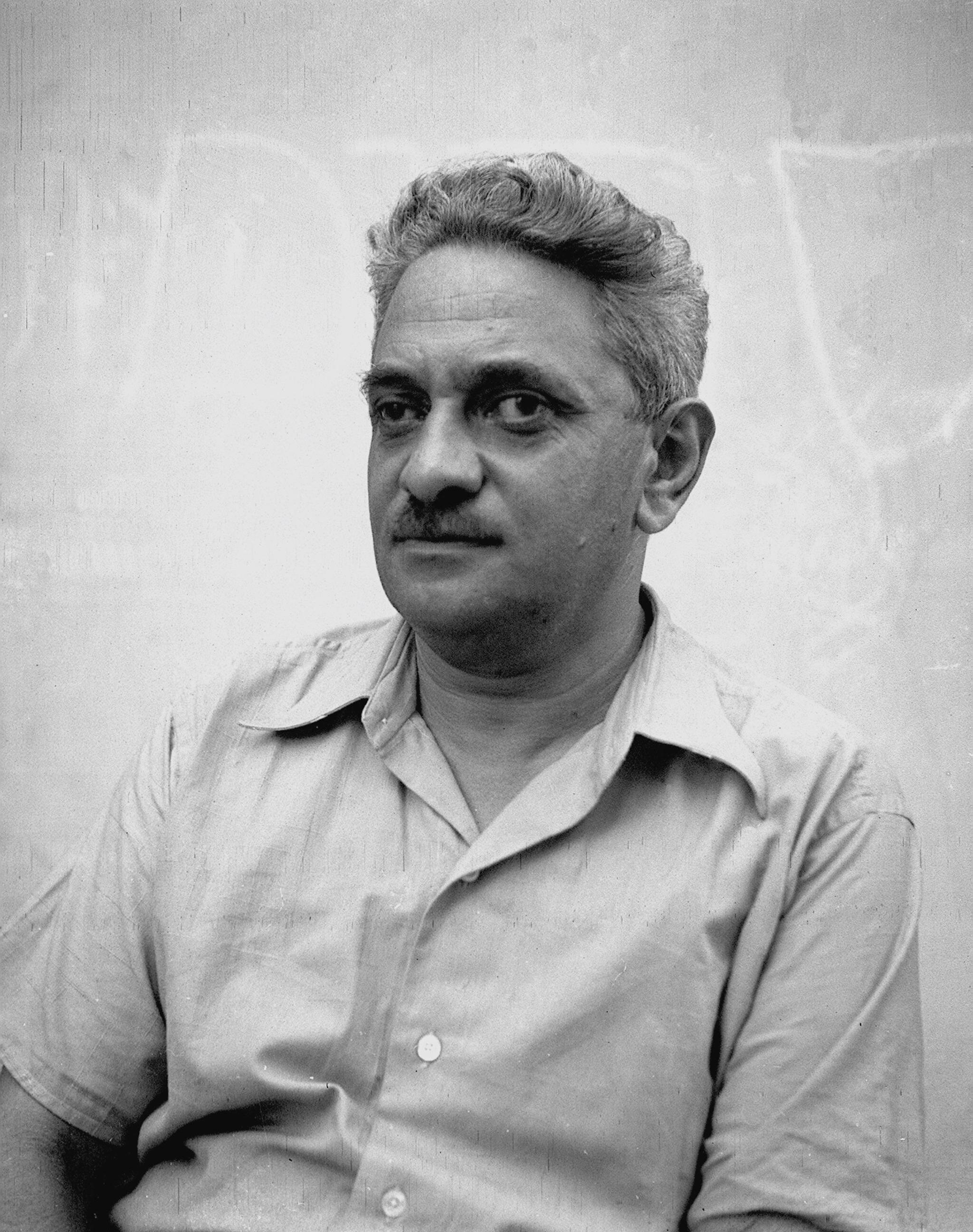
Моше Бейлинсон

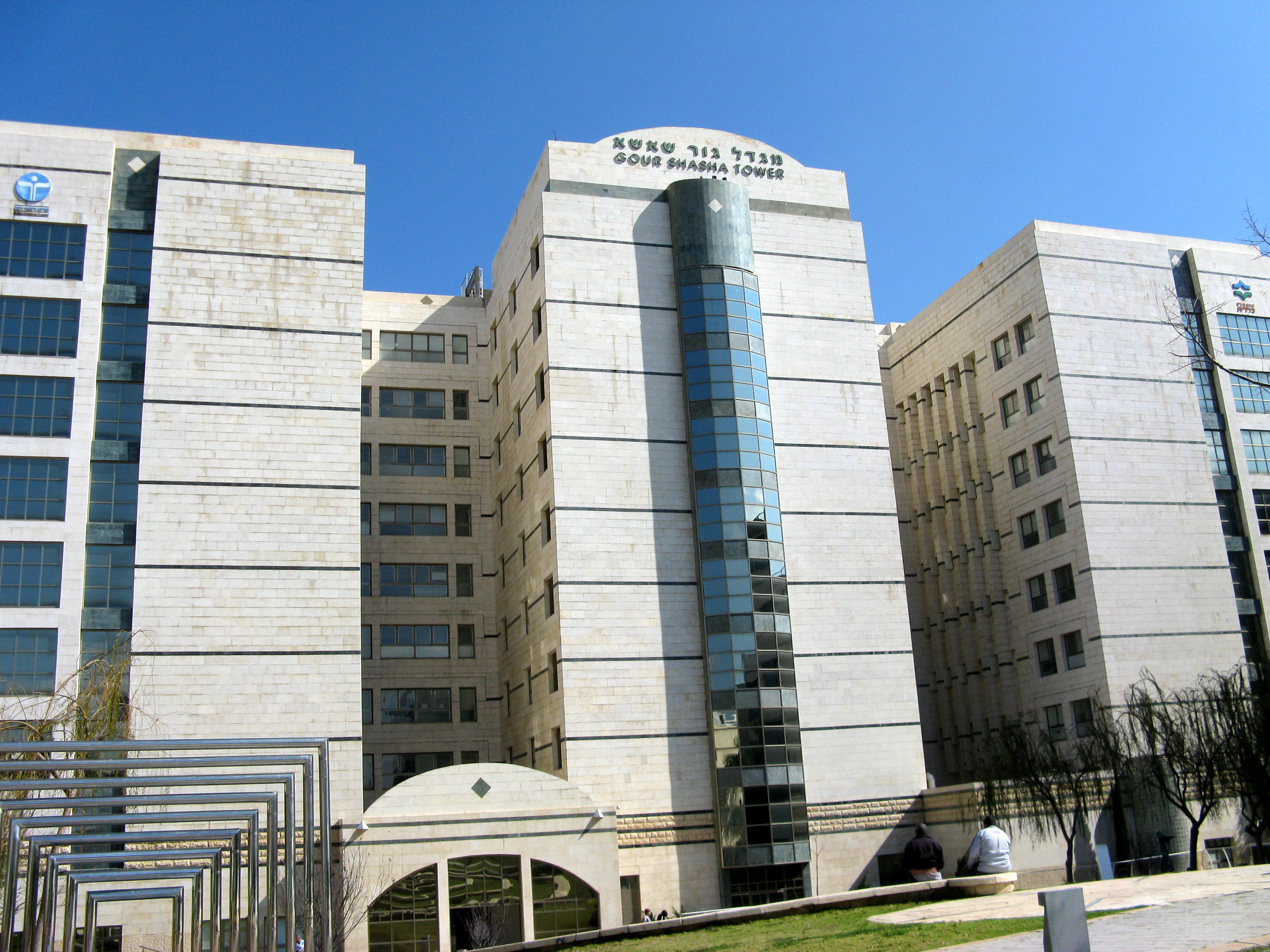
Бейлинсон, здание Гур Шаша

Больница основана в 1924 году известным журналистом и переводчиком Моше Бейлинсоном (1889—1936), врачом по профессии. Приехав в Петах-Тикву и не имея денег на аренду полноценного помещения, он за символическую плату арендовал старый сарай и открыл в нём первый в Петах-Тикве хирургический кабинет. С течением времени больница разрасталась и перестраивалась, в конце концов, бывший сарай превратился в небольшую больницу на 40 коек. В 1936 году доктор Бейлинсон скончался в возрасте 42 года от дифтерии, которую он подхватил от одного из своих пациентов. В том же году больнице присвоили имя её основателя (Бейлинсон), расширили до 70 коек. В 1940 году к зданию был добавлен третий этаж, а затем постепенно были возведены другие сооружения на купленных дополнительных участках земли вокруг больницы.
Сегодня больница «Бейлинсон» — одна из крупнейших в Израиле, в ней насчитывается 1300 лечебных палат и 37 операционных залов. Её персонал состоит из 4300 человек. Весь комплекс обслуживается сетью пневматической почты.
Больница «Бейлинсон» включает в себя несколько сооружений:
- Здание «Гур Шаша» — новое главное больничное здание больницы «Бейлинсон» (хирургия, ортопедия, урология, гастроэнтерология, кардиология, и т. д.)
- Центр женского здоровья имени Хелен Шнайдер (гинекология, акушерство, ЭКО, банк спермы, гинекологическая онкология)
- Онкологический центр «Давидов» (онкология, гематология)
- Детский медицинский центр «Шнайдер» (педиатрия, детская онкология)

Больницу с торговым центром «Большой Каньон» соединяет Мост Калатравы.

### Детская больница «Шнайдер»

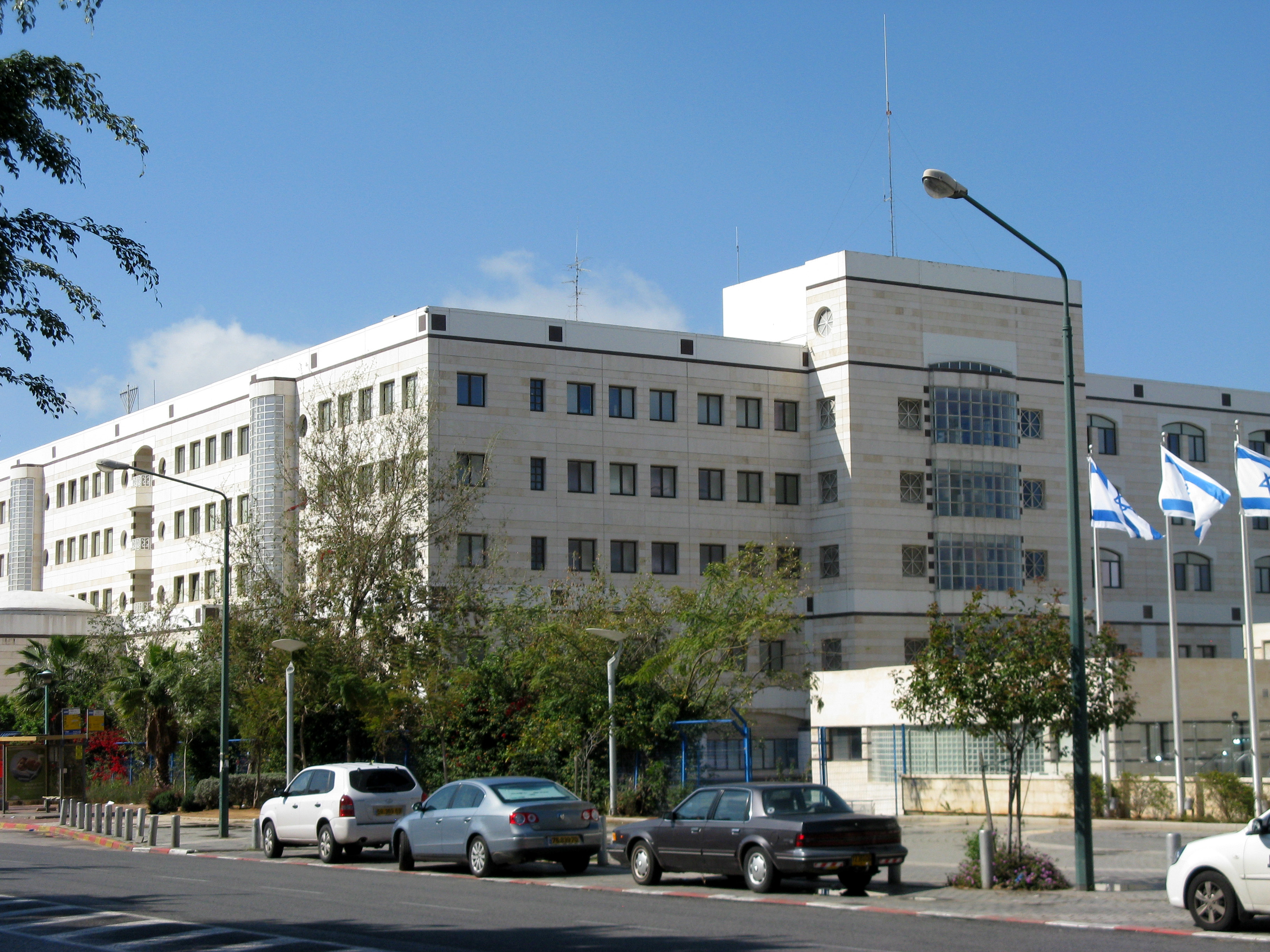
Детский медицинский центр Шнайдер

Детская больница «Шнайдер» начала функционировать в 1992 году. Она получила своё название в честь основателей больницы — супружеской пары из США Ирвинга и Хелен Шнайдер. Особенно большой вклад в создание комплекса внесла Хелен Шнайдер, которая частично спроектировала интерьеры больницы, а также основала волонтёрское движение «Наши дети». Семиэтажное здание больницы занимает площадь 35 000 м². Комплекс может принять 258 детей в стационаре и по 45 детей ежедневно на однодневную госпитализацию. Каждая палата имеет, кроме детской койки, постель для родителей, которые могут находиться возле ребёнка 24 часа в сутки, а также душ и туалет. Комплекс оформлен яркими красками, и каждое отделение имеет собственный цвет. Это помогает ребёнку преодолеть барьер страха и воспринимать процесс лечения, как игру.
Детская больница «Шнайдер» специализируется в следующих областях областях:
- детская онкология (единственное детское онкологическое отделение в Израиле)[3];
- детская ортопедия;
- лечение сахарного диабета у детей;
- лечение ДЦП;
- лечение эпилепсии у детей;
- детская хирургия;
- детская кардиология;
- детская неврология;
- детская нейрохирургия;
- детская трансплантология (более 300 успешно выполненных операций по трансплантации органов у детей)[3];
- трансплантация костного мозга детям, и многое другое.

## Галерея

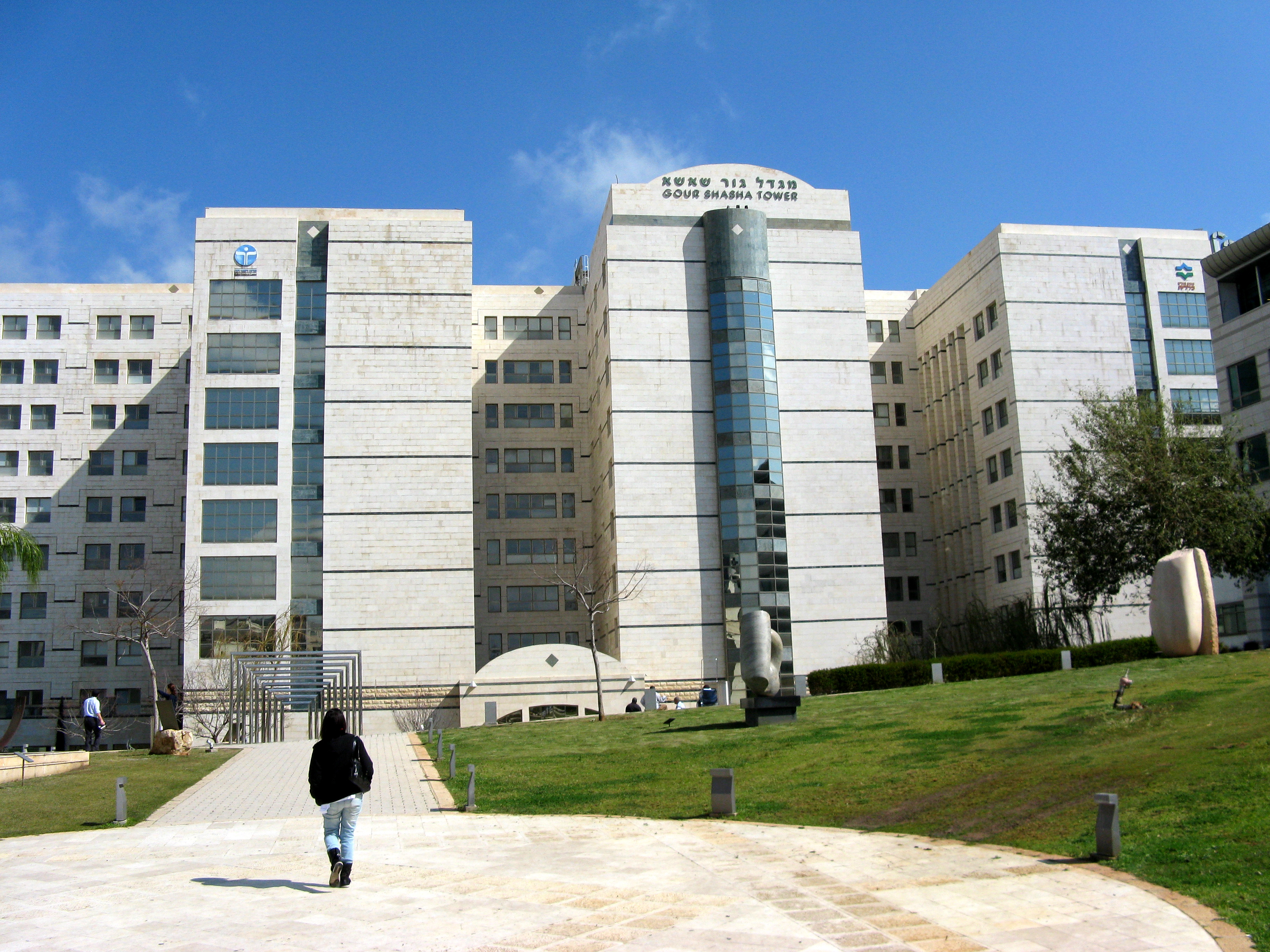
Больница «Бейлинсон», здание «Гур Шаша»
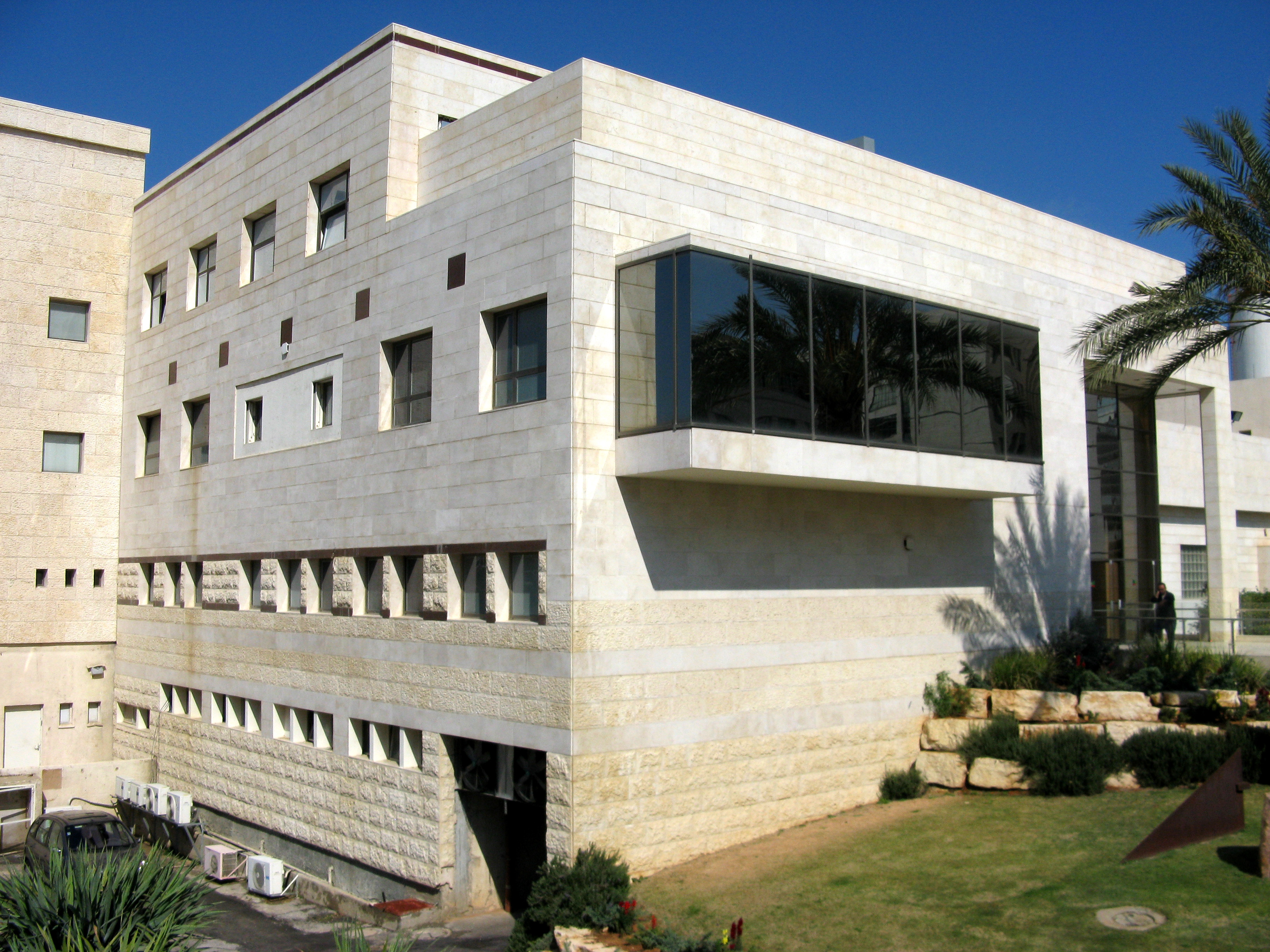
Больница «Бейлинсон», гинекология и родильное отделение им. Хелен Шнайдер
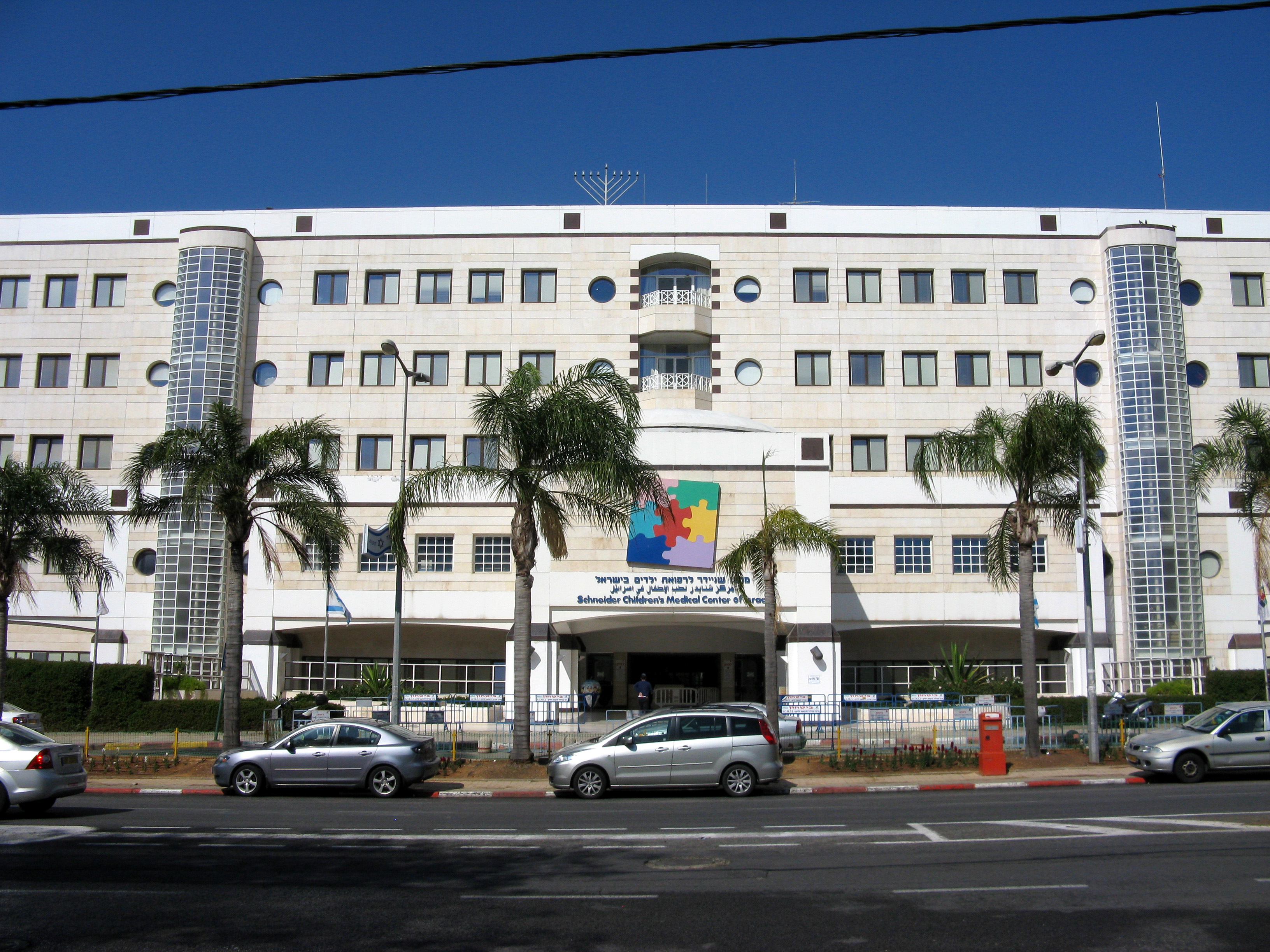
Детский медицинский центр «Шнайдер»
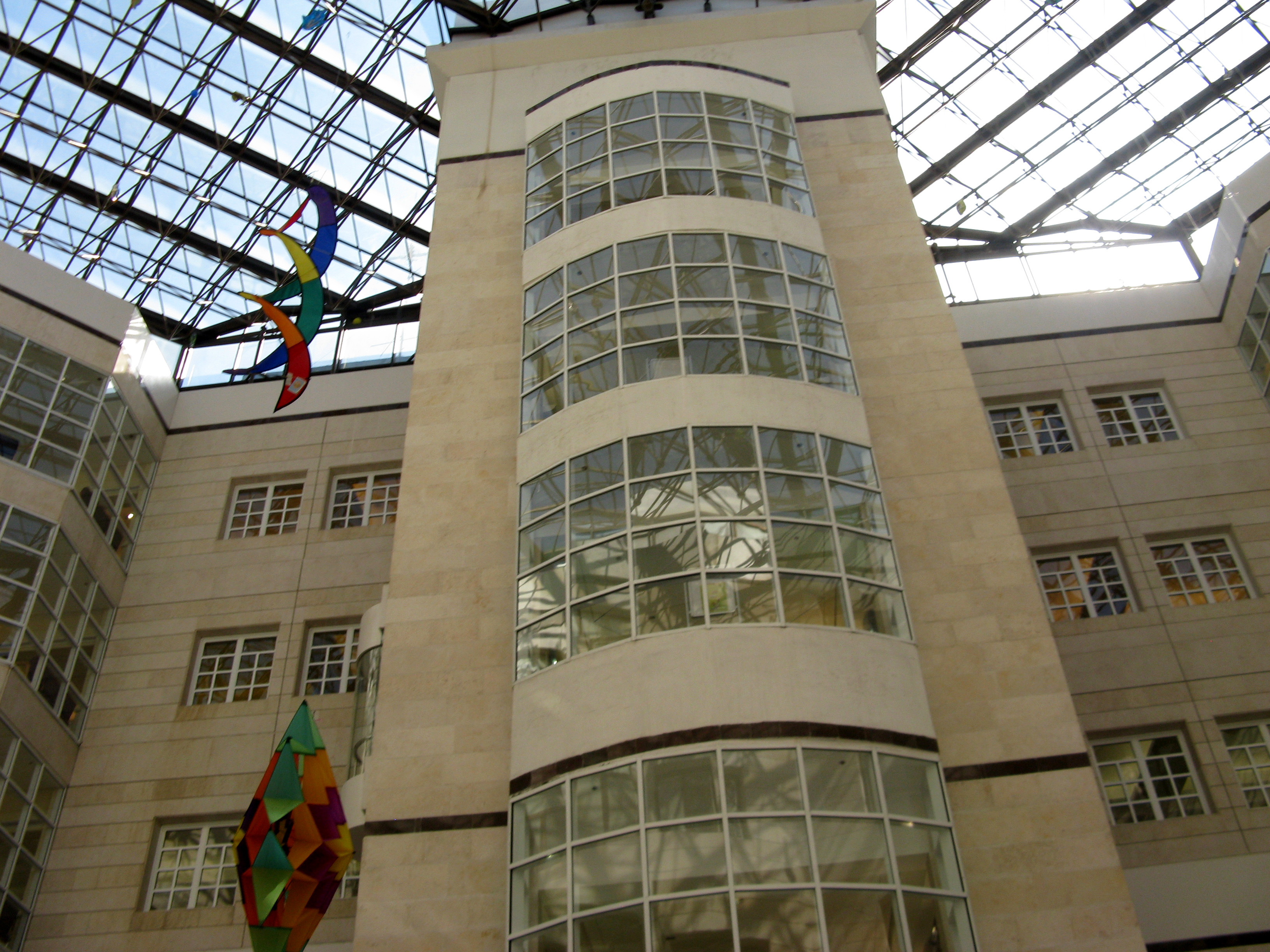
Детский медицинский центр «Шнайдер»
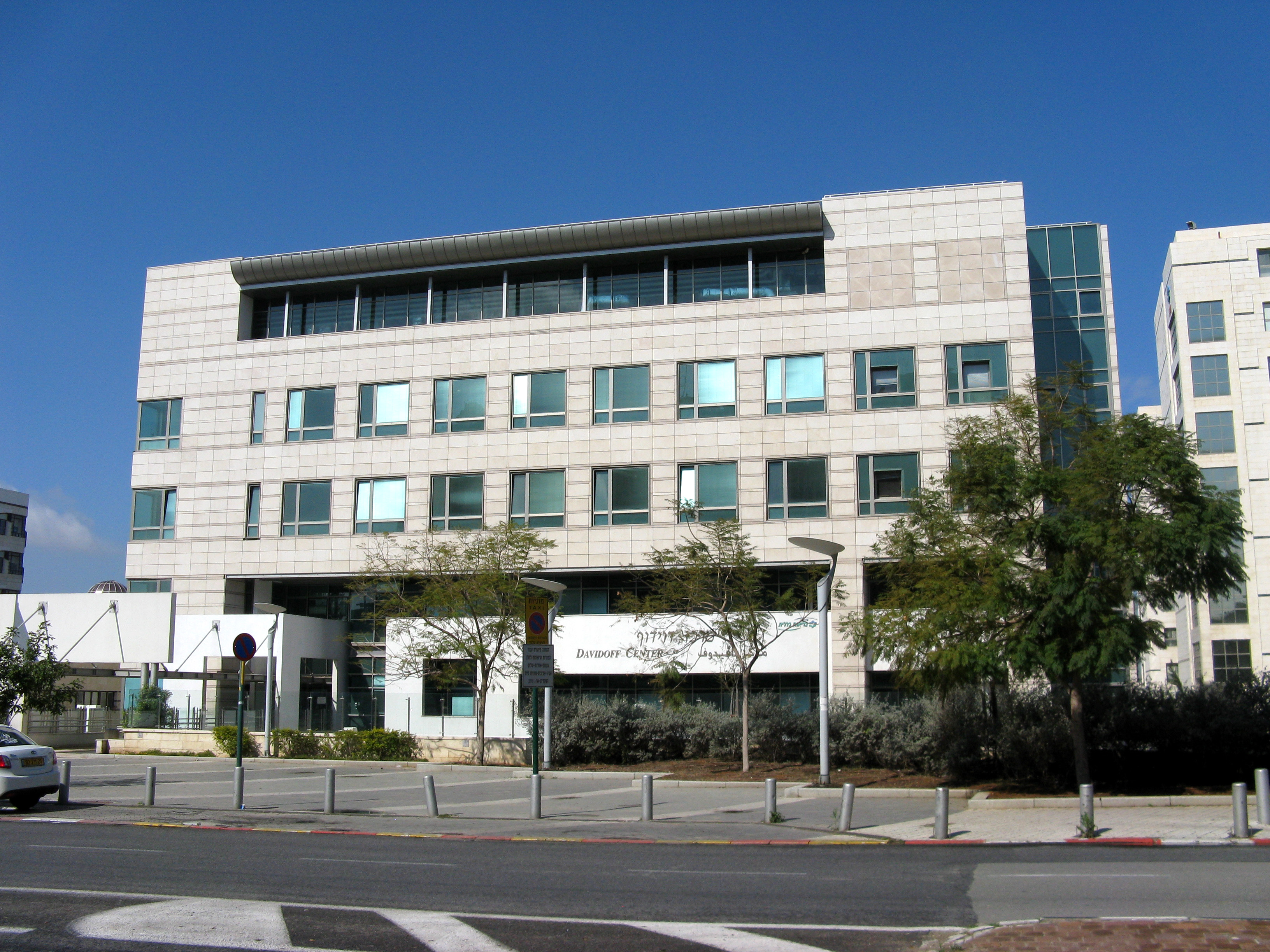
Онкологический центр «Давидофф»
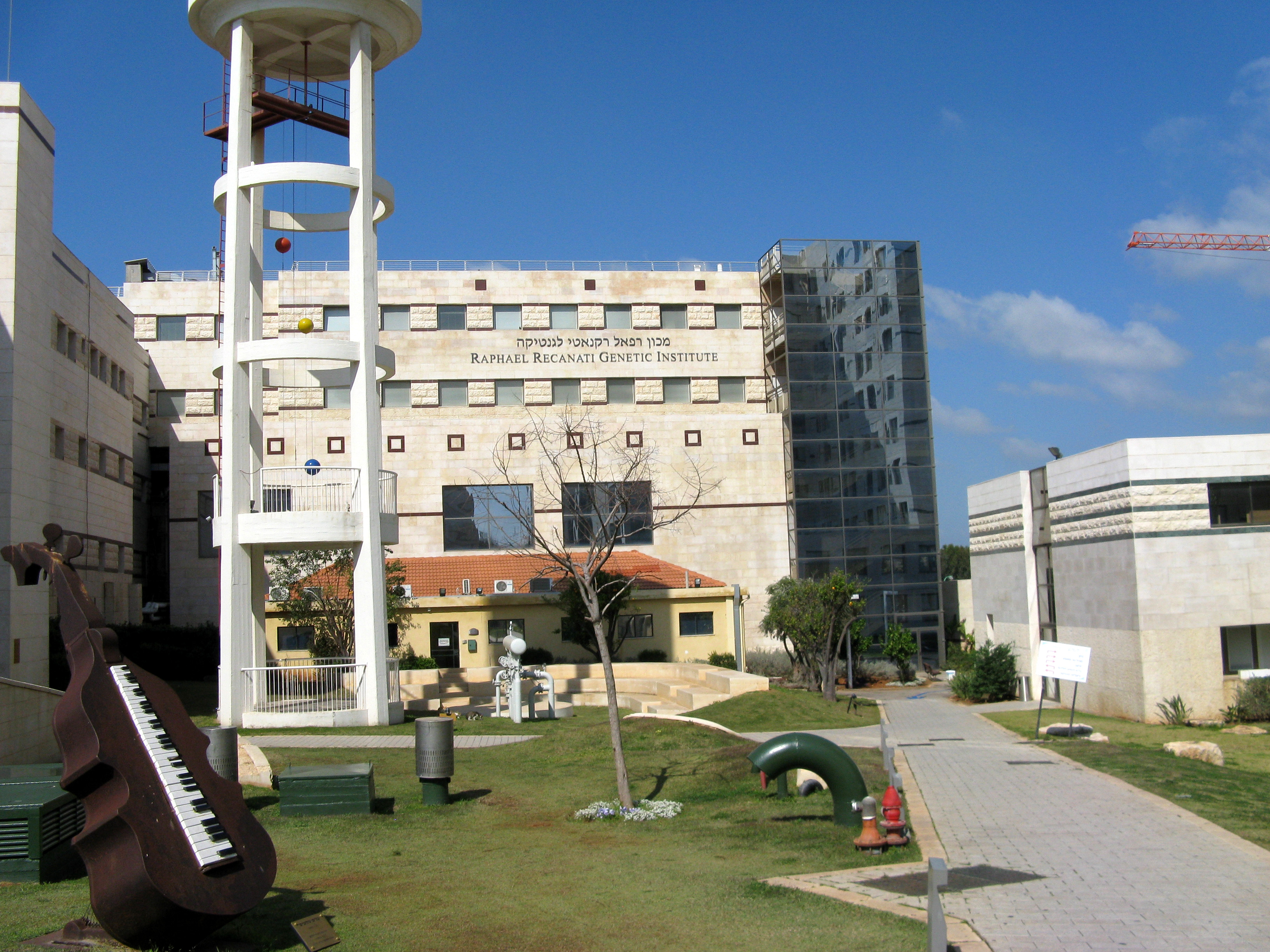
Институт генетики им. Реканати